# Carpophage noir
Ducula melanochroa
Espèce
Statut de conservation UICN

 LC  : Préoccupation mineure
Le Carpophage noir (Ducula melanochroa) est une espèce d'oiseaux de la famille des Columbidae.

## Description
Cet oiseau mesure environ 38 cm de longueur pour une masse moyenne de 665 g. Il ne présente pas de dimorphisme sexuel.
Le plumage présente une dominante noir ardoise (d'où le nom spécifique français) avec des franges argentées sur le dos et les couvertures alaires. Les sous-caudales sont châtain foncé. Le dessous de la queue est gris argenté. Les yeux sont rouges. Le bec est grisâtre avec l'extrémité noire. Les pattes sont rougeâtres.
Le jeune ressemble beaucoup à l'adulte mais ses sous-caudales sont châtain clair.

## Répartition
Cet oiseau vit sur l'archipel Bismarck.

## Habitat
Cette espèce peuple les forêts de collines et de montagnes.

## Comportement
Cet oiseau vit le plus souvent solitaire mais il se rencontre parfois en petits groupes.

## Alimentation
Le Carpophage noir consomme essentiellement des figues qu'il prélève dans la canopée.